# Йоав Галант
Йоав Галант (на иврит: יואב גלנט) e генерал-майор от израелската армия, командващ Южния сектор.

## Биография
Роден в Яфа през 1958 г., завършва икономика и финансов мениджмънт в Университета на Хайфа. От 1977 служи във военноморския флот на Израел. През 2005 поема ръководството на Южното командване на израелската армия.
На 22 август 2010 г. министърът на отбраната Ехуд Барак обяви, че Галант ще наследи Габи Ашкенази като началник на Генералния щаб на израелската армия.
Галант е семеен, има три деца.